# Olympische Sommerspiele 1912/Schießen – 50 m Freie Pistole (Männer)
Der Schießwettkampf mit der Freien Pistole der Männer bei den Olympischen Spielen 1912 in Stockholm wurde am 1. Juli auf den Kaknäs skjutbanor ausgetragen.
Geschossen wurde über eine Distanz von 50 Metern. Jeder Schütze gab 60 Schuss unterteilt in 10 Serien à 6 Schuss ab.

## Ergebnisse
| Rang | Athlet                   | Nation             | Punkte |
| ---- | ------------------------ | ------------------ | ------ |
| 1    | Alfred Lane              | Vereinigte Staaten | 499    |
| 2    | Peter Dolfen             | Vereinigte Staaten | 474    |
| 3    | Charles Stewart          | Großbritannien     | 470    |
| 4    | Georg de Laval           | Schweden           | 470    |
| 5    | Erik Boström             | Schweden           | 468    |
| 6    | Horatio Poulter          | Großbritannien     | 461    |
| 7    | Henry Sears              | Vereinigte Staaten | 459    |
| 8    | Nikolai Kolomenkin-Panin | Russland           | 457    |
| 9    | John Dietz               | Vereinigte Staaten | 454    |
| 10   | Léon Johnson             | Frankreich         | 454    |
| 11   | Ivan Törnmarck           | Schweden           | 453    |
| 12   | Eric Carlberg            | Schweden           | 452    |
| 13   | Reginald Sayre           | Vereinigte Staaten | 452    |
| 14   | Lars Madsen              | Dänemark           | 452    |
| 15   | André Regaud             | Frankreich         | 447    |
| 16   | Vilhelm Carlberg         | Schweden           | 446    |
| 17   | Heorhij Pantelejmonow    | Russland           | 442    |
| 18   | Ioannis Theofilakis      | Griechenland       | 441    |
| 19   | Dmitri Kuskow            | Russland           | 438    |
| 20   | Hugh Durant              | Großbritannien     | 433    |
| 21   | Laurits Larsen           | Dänemark           | 432    |
| 22   | Hans Roedder             | Vereinigte Staaten | 431    |
| 23   | Harald Ekwall            | Chile              | 430    |
| 24   | Albert Kempster          | Großbritannien     | 426    |
| 25   | Fredrik Nyström          | Schweden           | 426    |
| 26   | Frangiskos Mavrommatis   | Griechenland       | 425    |
| 27   | Sándor Török             | Ungarn             | 424    |
| 28   | Heikki Huttunen          | Finnland           | 424    |
| 29   | Robert Löfman            | Schweden           | 423    |
| 30   | Konstantinos Skarlatos   | Griechenland       | 420    |
| 31   | Hryhorij Schesterikow    | Russland           | 420    |
| 32   | Peter Jones              | Großbritannien     | 417    |
| 33   | Mykola Melnyzkyj         | Russland           | 414    |
| 34   | Pawel Woiloschnikow      | Russland           | 413    |
| 35   | William McClure          | Großbritannien     | 411    |
| 36   | Paul Palén               | Schweden           | 410    |
| 37   | Gideon Ericsson          | Schweden           | 408    |
| 38   | Félix Alegría            | Chile              | 406    |
| 39   | Adolf Schmal             | Österreich         | 406    |
| 40   | Frants Nielsen           | Dänemark           | 406    |
| 41   | Niels Larsen             | Dänemark           | 405    |
| 42   | Gustaf Boivie            | Schweden           | 401    |
| 43   | Peter Nielsen            | Dänemark           | 397    |
| 44   | Gerhard Bock             | Deutsches Reich    | 395    |
| 45   | Edward Tickell           | Großbritannien     | 387    |
| 46   | Amos Kasch               | Russland           | 384    |
| 47   | Alexandros Theofilakis   | Griechenland       | 369    |
| 48   | Gustaf Stiernspetz       | Schweden           | 357    |
| 49   | Walter Winans            | Vereinigte Staaten | 356    |
| 50   | Anders Peter Nielsen     | Dänemark           | 355    |
| 51   | Hugo Cederschiöld        | Schweden           | 352    |
| 52   | Zoltán Jelenffy          | Ungarn             | 348    |
| 53   | Edmond Bernhardt         | Österreich         | 245    |
| 54   | Heinrich Hoffmann        | Deutsches Reich    | 189    |